# Monotipo (vela)

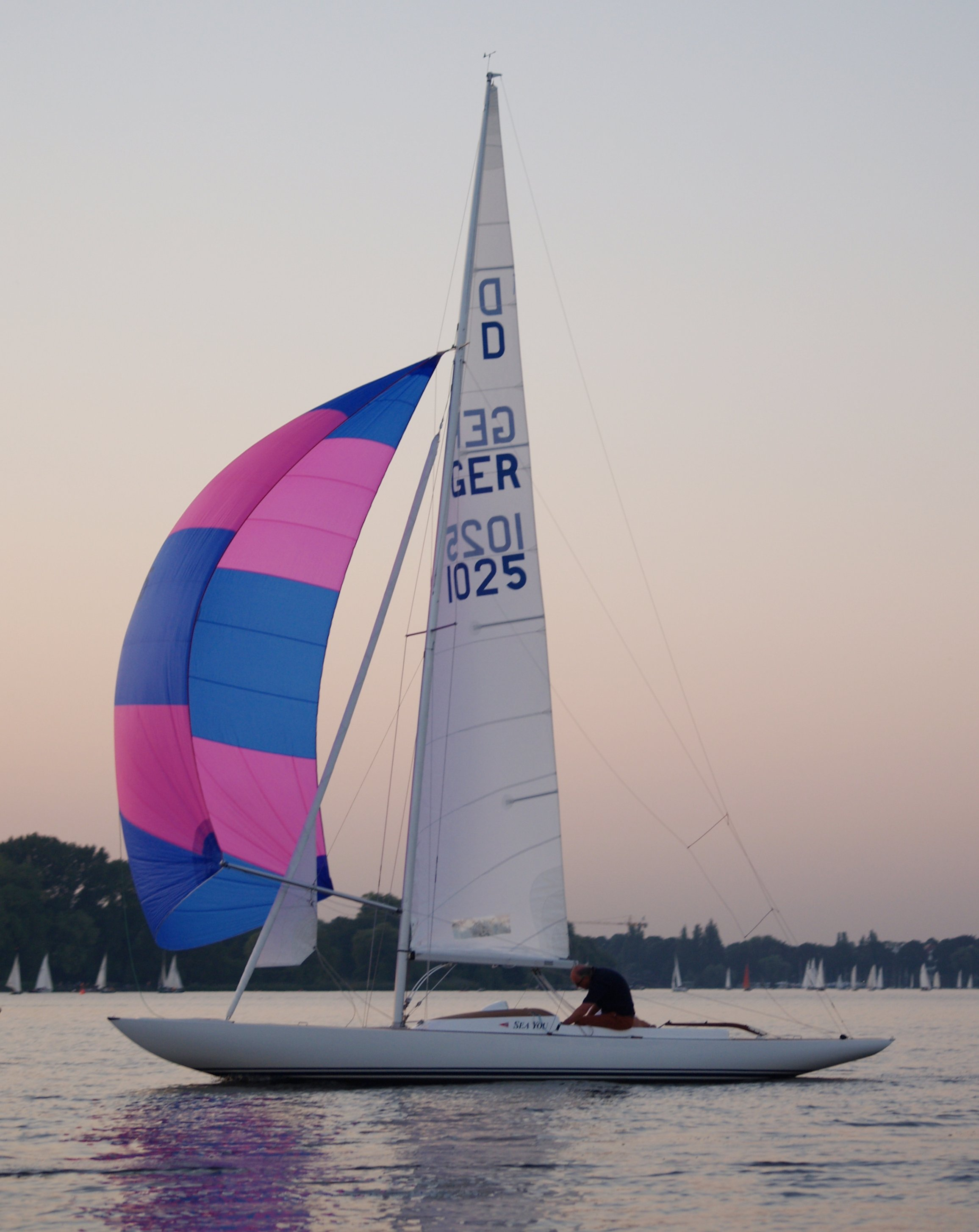
El Dragon es un monotipo de 2 a 4 tripulantes.

Monotipo (en idioma inglés one-design, en idioma francés monotype) es una embarcación de vela deportiva (yate de vela) de dimensiones y forma normalizada, de manera que todos los ejemplares construidos tengan las mismas características y puedan por tanto ser empleados en regatas y competiciones de vela, de modo que la habilidad de los regatistas no se vea condicionada por las características de cada embarcación. El término se emplea sobre todo para denominar a las distintas categorías de barcos de vela de competición reconocidos por la Federación Internacional de Vela (ISAF).

## Historia

El Morbihan fue el primer monotipo francés.

Desde el inicio de la práctica regulada de la competición a vela en el siglo XVIII se vio la necesidad de imponer una norma que aportara homogeneidad a las naves. Las embarcaciones empleadas en esta época eran adaptadas para la competición a de diversos orígenes y por tanto muy heterogéneas. Se vieron favorecidas para la velocidad aquellas con una eslora mayor en relación con su arqueo, así como determinados planos vélicos con mayor superficie o que permitían una mejor navegación con vientos ceñidos. De este modo se impuso la idea de asignar un hándicap a aquellas embarcaciones en ventaja para permitir una competición más ecuánime entre los distintos participantes como ya se hacía por ejemplo en la hípica, o bien una fórmula de arqueo homogénea para todas las embarcaciones.
No fue hasta el siglo XX, con el auge del olimpismo y la práctica del deporte, que se vio la necesidad de regular su práctica de manera más estricta. En deportes como la vela los avances técnicos otorgaban grandes ventajas en la práctica deportiva a aquellas embarcaciones más modernas.
La primera embarcación concebida como monotipo fue el Water Wag, creación del irlandés Thomas B. Middleton, del Shankill Corinthinan Sailing Club, quien en 1886 ideó una sencilla embarcación con aparejo de sloop y unos 4m de eslora para la práctica deportiva de la vela y el remo. La idea se popularizó en diversas partes del Imperio Británico, construyéndose numerosos ejemplares de este y otros diseños similares. El modelo sigue navegándose en la actualidad y conserva la construcción clásica en madera con velas de algodón en la mayoría de embarcaciones. El Water Wag Club navega tradicionalmente los jueves, de abril a septiembre desde el puerto de la localidad costera de Dun Laoghaire, al sur de Dublín.
En Francia, se creó en 1891 el Morbihan, diseñado por Emile Soinet de la Société Nautique de Lorient, si bien tuvo escasa difusión.
Unos años después tuvo gran importancia el Solent, diseñado por HM White y construido a partir de 1895 tras discusiones en 1893. Eran barcos de 12,6m y aparejo de cúter. Gozó de gran popularidad en la zona de Solent, Southampton y Portsmouth, pero hacia 1907 la introducción del Metre Rule acabó con el diseño.

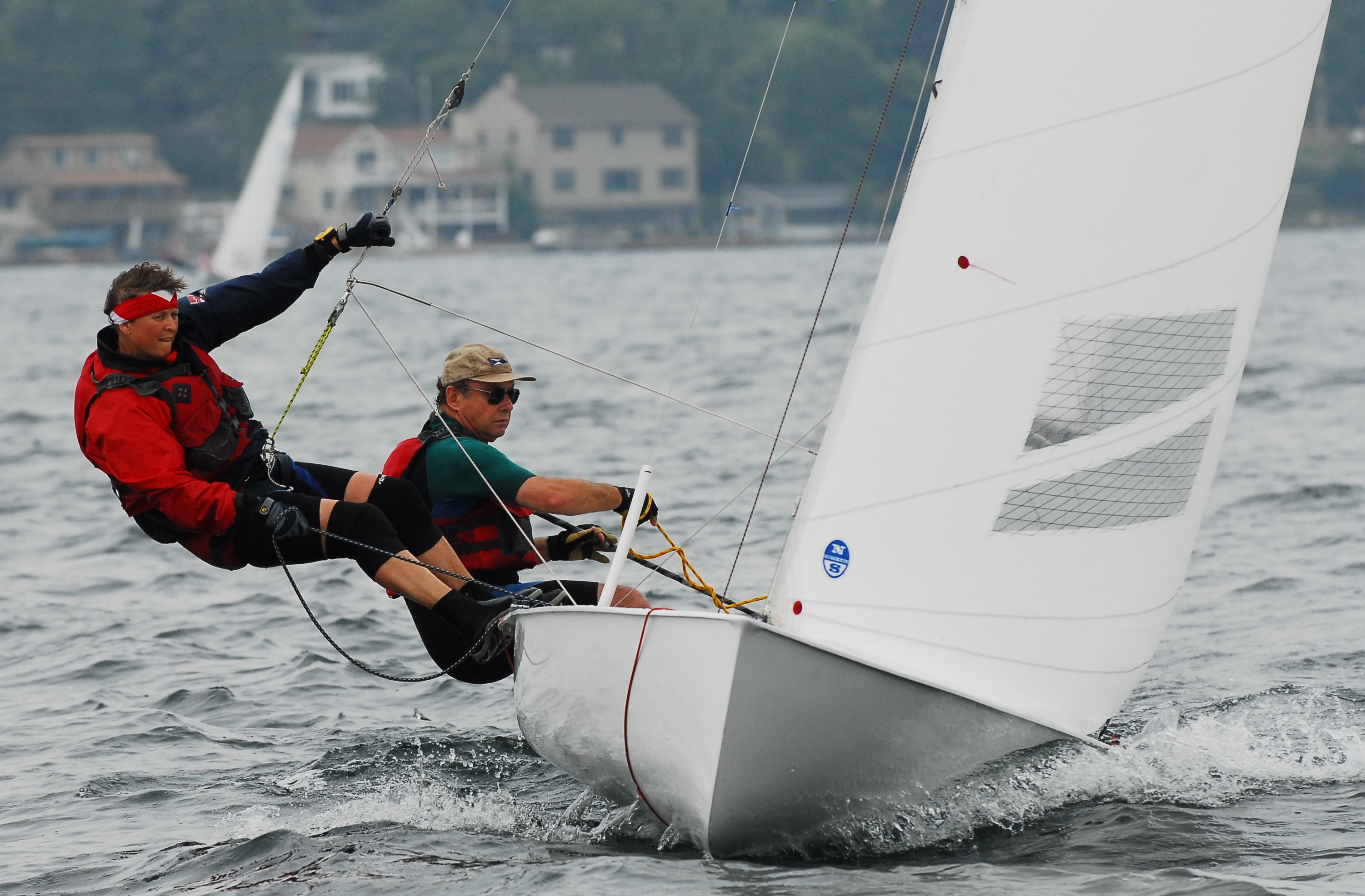
Tripulantes de un Flying Dutchman haciendo uso del trapecio.

En las primeras décadas del siglo XX tuvieron gran influencia los diseños de Uffa Fox (1898–1972), un inglés entusiasta de la vela que desarrolló numerosos monotipos, algunos de los cuales se siguen usando hoy día: Albacore, International 14, National 12, Jet 14, Firefly, Flying Fifteen y Scorpion. Fue además el introductor de novedades como superficies de planeo en el casco que permitieron alcanzar velocidades inusuales en la época. 
Fox tuvo gran influencia en la introducción en los años 30 del uso del trapecio, un arnés que permitió a los tripulantes suspenderse sobre la borda para, de este modo compensar con su peso la escora del barco y mantener las velas más verticales aprovechando mejor la fuerza del viento y reduciendo el riesgo de zozobra. Un riesgo de los trapecios originales era que en caso de zozobra el tripulante podía ser arrastrado bajo el agua, aunque esto se solucionó con mecanismos de desenganche rápido. El primero en usarlo fue Peter Scott, hijo del célebre explorador antártico y John Winter, quienes en 1934 lo emplearon en una regata con éxito espectacular, tras conversaciones entre el propietario y Uffa Fox. El invento fue vetado en competiciones oficiales y no se volvió a introducir hasta 1954, cuando fue introducido en las clases 505 y Osprey por John Westell.
Tras la Segunda Guerra Mundial la experiencia en la construcción aeronáutica permitió la introducción de nuevas técnicas y materiales, principalmente el uso del contrachapado, dejando atrás la costosa y problemática construcción con armazón y tablas de madera calafateadas. De este modo surgieron modelos construidos con contrachapado encolado, como el Mirror, o bien de contrachapado sobre armazón de madera, como el Heron o el Enterprise.
Los monotipos comenzaron a popularizarse mundialmente en la década de los 70 gracias sobre todo a la difusión de las técnicas de construcción en resina y fibra de vidrio, que permitieron una producción en masa de cascos y otras piezas de embarcaciones asequibles, duraderas y de calidad homogénea.
Las técnicas de construcción no han dejado de evolucionar y en el siglo XXI se han incorporado nuevos materiales más ligeros y resistentes, como el "sándwich" de espuma reforzada con fibra de vidrio, y aparejos más eficaces. Aunque raros en la actualidad, se siguen empleando barcos de madera, sobre todo en diseños tradicionales.

## En los Juegos Olímpicos

El Dinghy de 12 pies, de 2 tripulantes, fue el primer monotipo olímpico, participando en los juegos de 1920 y 1928.

La vela forma parte del programa olímpico moderno desde los primeros juegos en Grecia en 1896. En ellos sin embargo, no se pudo disputar la prueba debido al parecer a la falta de barcos adecuados para algunas naciones participantes.
Las primeras competiciones de vela olímpicas se disputaron en el año 1900 en los puertos de Le Havre y Meulan. En estas regatas se aplicaron categorías basadas en la Regla Godinet, que clasifica las embarcaciones según su eslora, tonelaje, superficie vélica y anchura del casco. Otras fórmulas de estimación se aplicaron en ediciones sucesivas hasta la Segunda Guerra Mundial, tales como la Metre Rule, la Square Metre Rule o la Jaugue Chemin de Fer francesa (véase más abajo).
El primer monotipo olímpico fue la barca (dinghy) de 12 pies, diseñado por el aficionado británico George Cockshott en 1912, que participó en las olimpiadas de 1920 en Amberes, con tan solo dos barcos, ambos holandeses. La Metre Rule se siguió aplicando para embarcaciones mayores Hasta la II Guerra Mundial, pero para las de menor tamaño se emplearon monotipos presentados cada año por las naciones anfitrionas: el Monotipo Nacional Francés en 1924, Snowbird en los juegos de 1932 en Los Ángeles o el O-Jolle alemán de 1936. En 1932 además, inició su participación el Star, que sería uno de los monotipos más longevos en la historia olímpica, ya que ha permanecido en el programa olímpico hasta 2011, cuando fue eliminado.
Tras la guerra se regulariza la práctica deportiva basándola en monotipos de distintos tamaños y características. A lo largo de los años diversos monotipos se han eliminado de las competiciones oficiales por considerarse obsoletos o poco competitivos y se han introducido modelos nuevos. En total 46 modelos han participado a lo largo de la historia de las olimpiadas modernas. Muchos de los monotipos eliminados continúan siendo muy populares en regatas no olímpicas.
La Federación Internacional de Vela (ISAF), conocida como International Yatch Racing Union (IYRU) hasta 1996, es el organismo que regula la práctica de la vela deportiva a nivel mundial. El Comité Olímpico Internacional (COI) reconoce su autoridad en lo relativo al reglamento y a la selección de las distintas modalidades y embarcaciones participantes en las olimpiadas. La ISAF organiza el Campeonato Mundial de Vela Olímpica todos los años previos a la Olimpiada de Verano, como prueba clasificatoria. En estos campeonatos compiten las distintas categorías olímpicas y de los mejor clasificados se extraen los participantes en las Olimpiadas.

## Regulaciones

El 470 es clase olímpica desde 1976 en hombres y 1988 en mujeres.

En la actualidad se emplean tres modalidades de competición náutica, el hándicap, las fórmulas y los monotipos. 

## Reglas de hándicap
Cuando se aplica un hándicap se aplican diversas fórmulas tradicionales reguladas por distintos organismos federativos para calcular la ventaja relativa de las diversas embarcaciones competidoras en una regata. Las más importantes; con distintas variantes son: Portsmouth Handicap Scheme, Performance Handicap Racing Fleet en Norteamérica, Leading Yard Stick en los países nórdicos o la International Measurement Rule, que sustituyó a la anterior International Offshore Rule. Estas fórmulas asignan una corrección de tiempo en segundos para cada embarcación y recorrido, en función de la estimación empírica de su velocidad. En tal caso los requisitos de la construcción de las embarcaciones competidoras se definen de manera menos estricta.
Si bien los monotipos están pensados para competir con barcos de su misma clase, también pueden usar el sistema de hándicap cuando se enfrentan en una misma regata modelos diversos. De este modo existen unas tablas que otorgan una bonificación en segundos a aquellos modelos más lentos en función también de la fuerza del viento. De este modo, si por ejemplo se enfrentara un Snipe, con un Optimist (un monotipo de iniciación más lento) se aplicaría a cada uno, por ejemplo, su Número de Portsmouth (PN) determinado empíricamente, si se aplica el Portsmouth Handicap Scheme o Portsmouth Yardstick, el método más comúnmente empleado. Si el Snipe (PN 92) empleara una hora (3600 segundos) en hacer un recorrido, frente a un Optmist (PN 124) que hiciera el mismo recorrido en 1h 20' (4800 segundos), sus tiempos efectivos serían:
{\displaystyle {\frac {3600}{92,5}}\ 100=3892s\quad {\text{para el Snipe,}}\qquad {\frac {4800}{124}}\ 100=3871s\quad {\text{para el Optimist}}}
De este modo el Optimist ganaría la carrera. Las tablas se actualizan cada año y dependen de diversos factores.

## Las fórmulas náuticas
Una categorización del hándicap son las llamadas fórmulas náuticas que agrupan las embarcaciones en categorías de barcos distintos pero de tamaño y características comparables. Se usa sobre todo, en yates de mayor tamaño y otorga, dentro de los límites de forma y tamaño de cada clase, libertad de diseño a los constructores que deseen ceñirse a una categoría. Posteriormente se aplica un hándicap a los participantes en función de la clase en la que se incluya la embarcación. Para establecer estas categorías se emplean diversas fórmulas matemáticas que miden distintas características del barco.
Las primeras normas se basaron en las regulaciones fiscales existentes para estimar el tonelaje de los buques de carga en función del volumen de su casco. Debido a la complejidad geométrica de las formas curvas del buque se empleaban diversas fórmulas para estimar el tonelaje en función de medidas globales. Una de estas normas, empleada con frecuencia en competiciones de fines del siglo XIX fue la Regla Godinet mencionada anteriormente. Fue creada en Francia en 1892 y se empleó en las Olimpiadas de 1900.
La más notable es sin duda la Regla Internacional (International Rule o Metre Rule). Es el patrón en torno al que se ha organizado la competición náutica de embarcaciones grandes a lo largo del siglo XX. Se definió en 1907 por parte de la International Yatch Racing Union (IYRU), antecesora de la ISAF. Ha ido evolucionando y tiene numerosas variantes, como la 12 Metre Rule, empleada durante un largo período en la Copa América. En su forma original de 1907 se definía como:
{\displaystyle {metros}={\frac {E+M+1/2G+3d+1/3{\sqrt {S}}-F}{2}}}
- {\displaystyle E} = eslora de flotación
- {\displaystyle M} = manga

medidas del chain girth (CG) y el skin girth (SG)

- {\displaystyle G} = chain girth (perímetro vertical convexo de la obra viva / 2)
- {\displaystyle d} = diferencia entre el anterior y el perímetro cóncavo (skin girth)
- {\displaystyle S} = superficie vélica
- {\displaystyle F} = francobordo

La regla se llamó Metre Rule o regla del metro, pero dado que se desarrolló en Gran Bretaña se empleaban con frecuencia unidades imperiales inglesas. Hay que indicar que el resultado de la fórmula no indica necesariamente el tamaño del barco, sino una estimación global; los barcos de la clase 6 metros suelen tener entre 10 y 12 metros de eslora.
Otras reglas similares son la Square Metre Rule, empleada en los países escandinavos, o la Universal Rule, usada en las primeras ediciones de la Copa América. 
La Box Rule
Un tipo de reglas que se aplica, por ejemplo a los yates de las Clase Internacional son las llamadas Box Rule, que definen los límites máximos en las dimensiones y algunos otros parámetros de la construcción. Originariamente se suponía que la embarcación debería poder encajar dentro de una caja (box) imaginaria de las dimensiones máximas admitidas.

## Los monotipos
Los monotipos son embarcaciones con características definidas con distintos grados de tolerancia, generalmente de pequeño tamaño.  Los monotipos más importantes para la práctica deportiva son aquellos reconocidos por la Federación Internacional de Vela (ISAF) en las Clases Internacionales. Esta organización ha servido a través de los años para poner orden en la práctica deportiva ante la avalancha de nuevos diseños, sobre todo a partir de los años 70. Dentro de las Clases Internacionales, las Clases Olímpicas son las que participan en las distintas categorías de vela de las Olimpiadas. Las embarcaciones de tamaño superior y aquellas de origen tradicional que participan en competiciones deportivas se definen de manera más laxa. En total se definen las siguientes clases de monotipo:
Monotipos de construcción regulada

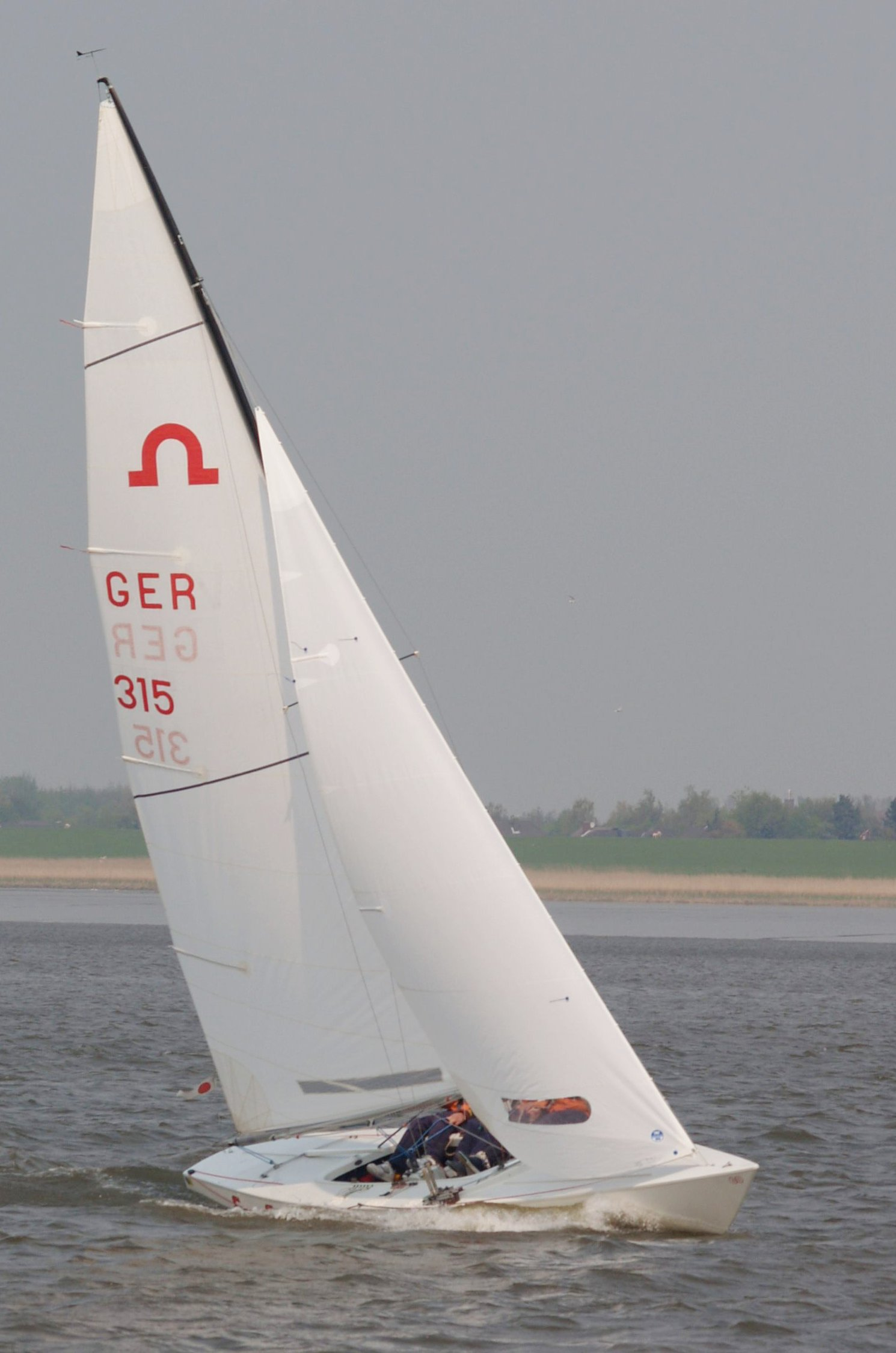
El Soling es un monotipo muy popular que fue clase olímpica de 1972 a 2000. Cada monotipo tiene un símbolo que luce en las velas.

Son aquellos con características constructivas más estrictamente definidas. Las clases olímpicas pertenecen a esta categoría. En su mayoría son barcos de dimensiones reducidas, de uno o dos tripulantes. Para una mayor uniformidad, la construcción se realiza con frecuencia por parte de una única marca que posee la patente (en inglés SMOD, Single Manufacturer One Design) o por un número reducido de fabricantes autorizados, tales como Laser Performance, RS Sailing, Melges o J/Boats. 
De estas embarcaciones se espera que, salvo por el mantenimiento que haya recibido cada uno, cada ejemplar sea idéntico a cualquier otro dentro de su clase, de manera que el único factor determinante en el éxito de una competición náutica sea la habilidad de los tripulantes.
Monotipos de medidas reguladas
En esta clase las medidas generales están definidas aunque de manera menos rigurosa que en la anterior. Ejemplos dentro de esta categoría son los monotipos Optimist,470, Snipe o Etchells. Estos monotipos suelen permitir también mayor libertad en la elección de mástiles, velas o aparejos.
Monotipos definidos por sus dimensiones máximas
Estos entrarían en las categorías definidas anteriormente en las fórmulas náuticas. Estos barcos se definen según sus medidas máximas y algunas características adicionales tales como su estabilidad y tienen por tanto mayor libertad de diseño, por lo que se alejarían del concepto estricto de monotipo. Los barcos que cumplan estas reglas (box rule en inglés o gauge en francés) pueden entrar en competición entre sí sin que se aplique hándicap. Ejemplos de este tipo son embarcaciones de mayor tamaño tales como la Clase 40, TP 52l o la Open 60.
Monotipos de desarrollo
Ciertos monotipos se definen por sus dimensiones y rasgos generales de manera más abierta, de modo que se favorece la posibilidad de que posteriores desarrollos técnicos mejoren las características del tipo. Ejemplos son el International 14 o el Moth, que ha ido evolucionando desde un casco de fondo plano, con forma de gabarra a un casco estrecho con forma de esquife y posteriormente un planeador hidroala que le permite alcanzar velocidades de hasta 25 nudos.

## La clase internacional
La ISAF reconoce las siguientes siete categorías de monotipos de competición:

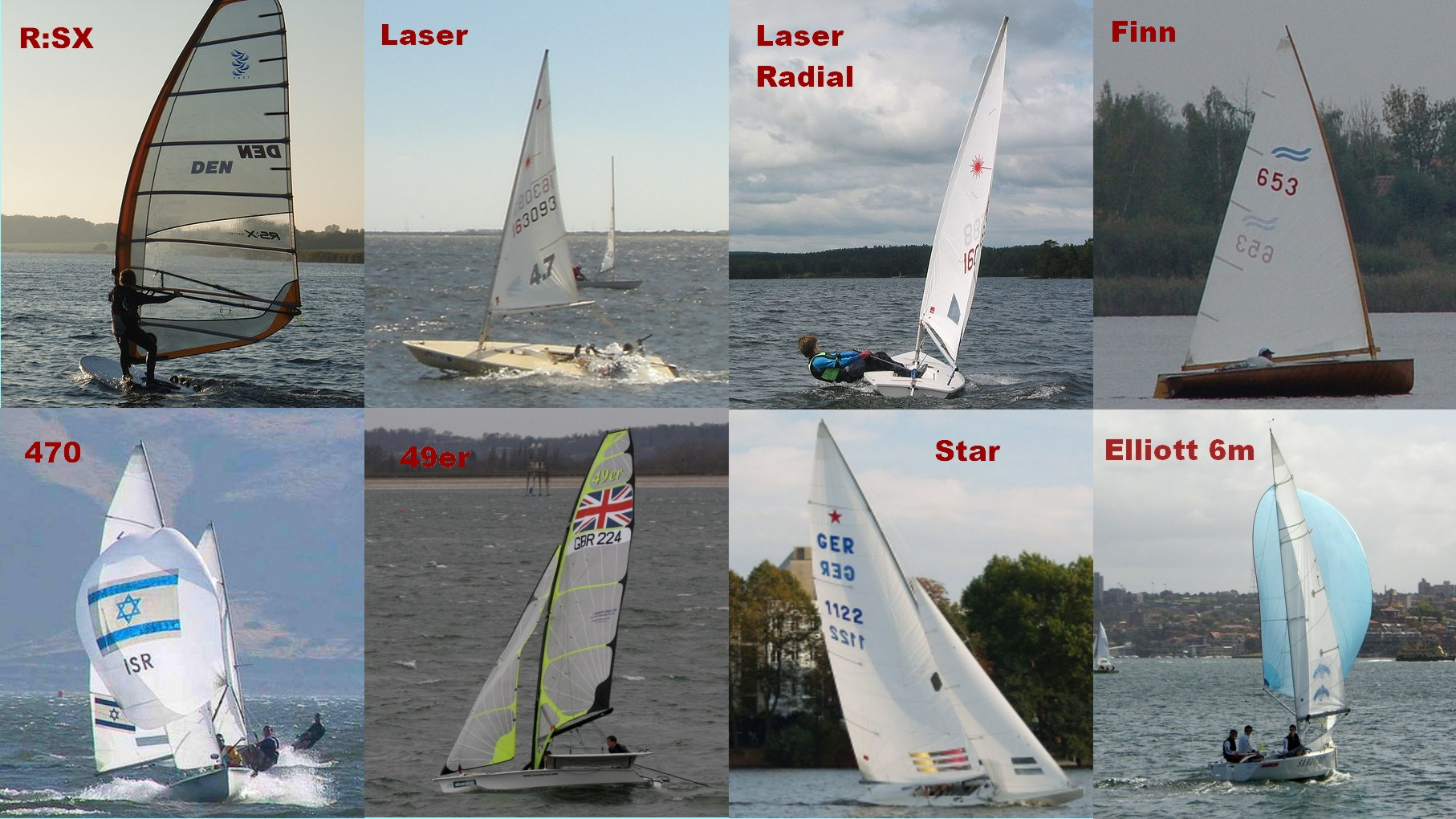
Los ocho monotipos participantes en la Olimpiada de Londres de 2012 (el Laser que se muestra es un Laser 4.7, no el modelo olímpico)

Clase Olímpica
Son los monotipos que compiten actualmente en las Olimpiadas. Pertenecen además a su categoría correspondiente:
| - 470 - 49er - 49erFX - Elliott 6m - Finn - RS:X - Láser - Laser Radial - Nacra 17 |

Embarcaciones con orza
| - 29er - 420 - 470 - 49er - 49er FX - 505 - B14 - Byte - Cadet - Contender | - Enterprise - Europe (clase olímpica femenina 1992 - 2004) - Finn - Fireball - Flying Dutchman (clase olímpica 1960 - 1992) - Flying Junior - GP14 - International 14 - Laser - Laser 4.7 | - Laser II - Laser Radial - Lightning - Mirror - Moth - Musto Performance Skiff - O'pen BIC - OK Dinghy - Optimist - RS100 | - RS 500 - RS Feva - RS Tera - Snipe - Splash - Sunfish - Tasar - Topper - Vaurien - Zoom 8 |

Embarcaciones con quilla

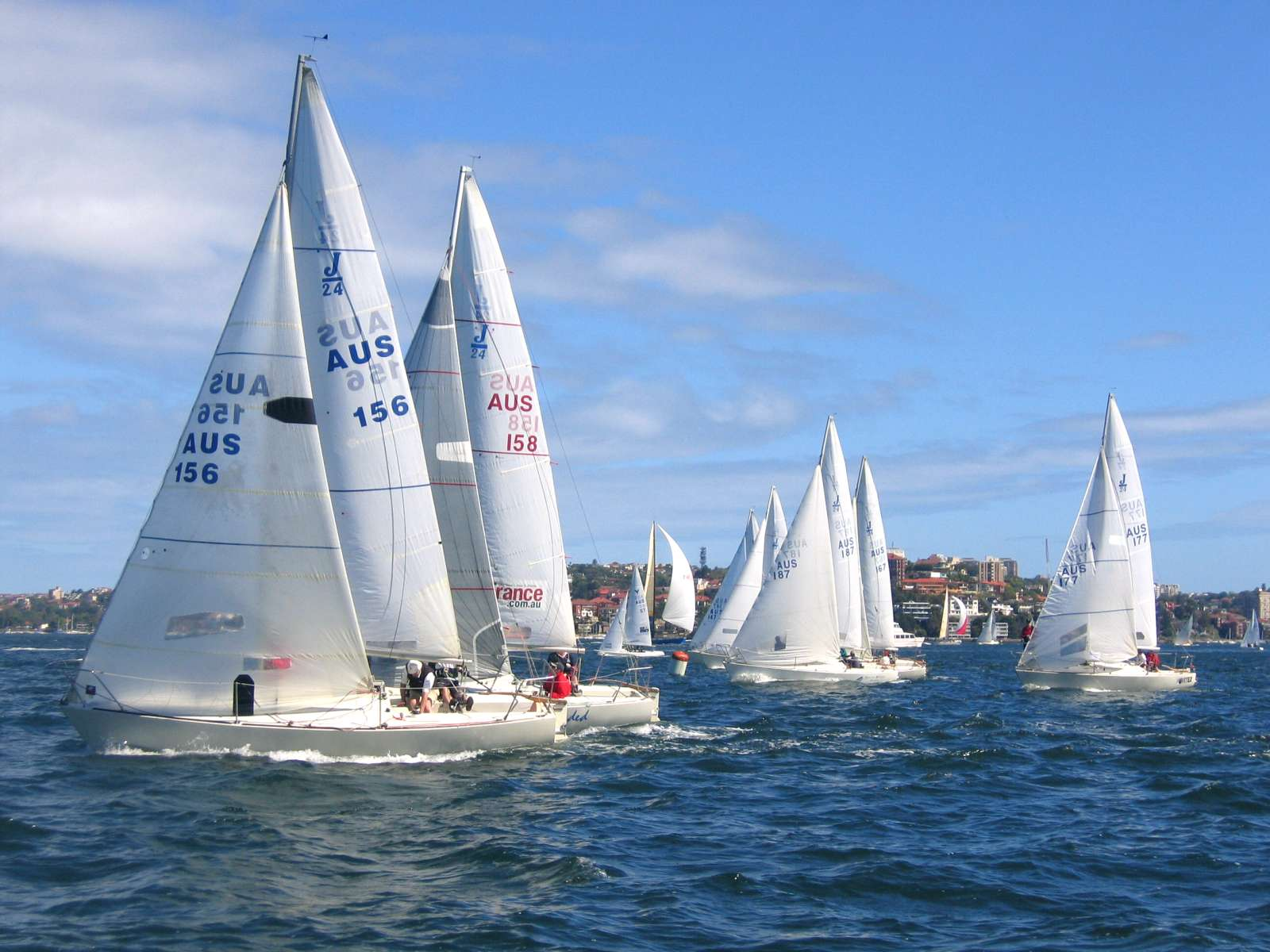
El J/24 es el monotipo con quilla más popular del mundo con más de 50.000 aficionados.

| - 12 Metre - 2.4 Metre - 5.5 Metre (clase olímpica 1952 - 1968) - 6 Metre (clase olímpica 1948) - 8 Metre - Hansa 2.3 - Hansa 303 - Hansa Liberty - Dragon (clase olímpica 1948 - 1972) - Elliott 6m | - Etchells - Flying Fifteen - H-Boat - J/22 - J/24 - J/70 - J/80 - Melges 20 - Melges 24 - Melges 32 | - Micro - Platu 25 - RC44 - SB20 - Shark - Soling (clase olímpica 1972 - 2000) - Sonar - Star (clase olímpica 1932 -1936, 1948 - 1972, 1980 - 2012) - Tempest (clase olímpica 1972 - 1976) - Yngling (clase olímpica femenina 2004 - 2008) |

Multicasco

El tornado fue un catamarán de categoría olímpica durante más de 30 años.

| - A-Catamaran - Dart 18 - Formula 16 - Formula 18 - Hobie 14 - Hobie 16 - Hobie Dragoon - Hobie Tiger - Hobie Wildcat - Nacra 17 | - Nacra Infusion - SL16 - Topcat K1 - Tornado (clase olímpica 1976 - 2008) - Viper |

Tablas de windsurf

Clase Mistral

| - Formula Experience - Formula Windsurfing - Funboard - IKA - Formula Kite - IKA - Open - IKA - Twin Tip Racing - Kona - Mistral (clase olímpica 1996 - 2004) - Neil Pryde RS:One - Neil Pryde RS:X - Raceboard - Speed Windsurfing - Techno 293 |

Cruceros
| - Class 40 - Farr 30 - Farr 40 - International Maxi Association - J/111 - Open 60 Monohull - Soto 40 - Swan 45 - Swan 60 - TP52 | - X-35 - X-41 |

Barcos de radio-control
Barcos de vela controlados a distancia, no incluye embarcaciones con motor.
| - Marblehead - One Metre - RC A Class - Ten Rater |

## Los monotipos en la actualidad
En la actualidad la afición a los monotipos es de escala mundial y han permitido el acceso a la vela a numerosos aficionados de distintos gustos y necesidades. Existen modelos con todo tipo de características, desde los adecuados para la competición de elite, hasta otros más estables para navegación de crucero y aprendizaje de la vela. Algunos modelos como el Optimist están pensados para la iniciación de niños entre 8 y 15 años y en los últimos años se ha facilitado mucho el acceso de discapacitados a la práctica de este deporte.
Se pueden clasificar los monotipos en función de su concepción:

### Monotipos de instrucción
El aprendizaje de la vela se suele llevar a cabo con barcos sencillos y estables. Ejemplos de barcos adecuados para la enseñanza a niños son el Optimist (8 a 15 años), Topper, Laser Funboat, Laser Picos, Sabot, Manly Junior, Heron, Topaz o Flying Eleven. Para adultos se emplea con frecuencia el Wayfarer, con auge en tiempos recientes del Laser Stratos y el Topaz Omega.
Estos barcos pueden ser de uso general pero adecuados por su facilidad de uso, o bien específicamente diseñados para el aprendizaje, como el Optimist.

### Monotipos de crucero
Son barcos pensados para la navegación de placer con menores pretensiones deportivas. Suelen ser estables y más prácticos que los barcos más veloces, gracias a un casco más ancho y a un velamen menor y más manejable que el de competición. Ejemplos que podrían entrar en esta categoría son el Wayfarer, GP14, Tideway, Laser Stratos, Drascombe, CL 16 o el Laser 16, si bien algunos de estos se aproximarían a la categoría deportiva, como el Wayfarer o GP14, que tratan de combinar lo mejor de ambos planteamientos.

### Monotipos clásicos
Se basan en diseños de embarcaciones tradicionales, y buscan la elegancia y la navegación pausada por encima de la velocidad. Tradicionalmente construidos en madera y con aparejos de materiales tradicionales, en la actualidad se fabrican también en fibra de vidrio y con materiales modernos. Estos monotipos están definidos de manera más difusa pero algunos modelos tradicionales son el Minto, Mirror, Fatty Knees, Trinka, Bauer, Whitehall o el Gig Harbor.

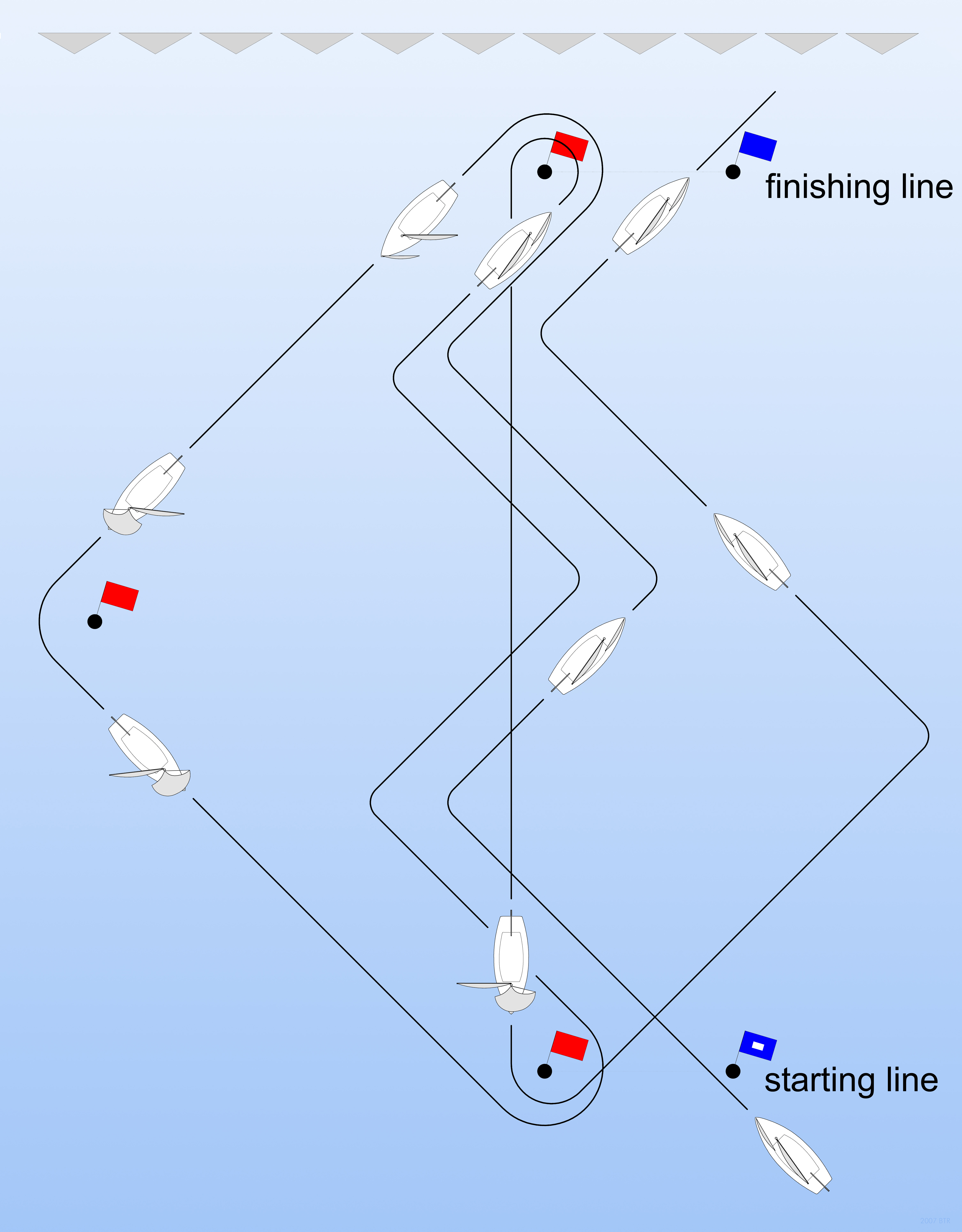
El Triángulo Olímpico es el trayecto que se realiza en las regatas olímpicas, se navega en contra y a favor del viento según el segmento del recorrido.

### Monotipos deportivos
Los monotipos pensados para la práctica deportiva suelen tener al menos dos tripulantes, un timonel que se encarga de mantener el rumbo y orientar la vela mayor y un tripulante encargado de las demás velas y de la estabilidad del barco. Ejemplos de monotipos deportivos convencionales son el popular Snipe, GP14, Enterprise, Solo, Graduate, Firefly o Lark. Las tablas de windsurf y los catamaranes se incluirían en esta categoría.
Entre los deportivos la cima del desarrollo técnico de los monotipos lo forman los modelos de altas prestaciones. Estos tienen la velocidad como característica primordial por delante de cualquier otra consideración. Los barcos monotipo de esta clase suelen ser pequeños y no son adecuados para travesías largas. Incluyen la mayoría de las clases olímpicas e internacionales y normalmente están pensados para competir en el llamado Triángulo Olímpico, el circuito oficial empleado en las regatas olímpicas. Ejemplos de este tipo son: Flying Dutchman, 49er, 505, Jet 14, Fireball, Osprey, Javelin y el 470. Algunos barcos reducen el tamaño al mínimo para incrementar las prestaciones y renuncian al segundo tripulante, como el Contender y RS6000.
En España es suficiente la titulación de patrón de navegación básica para el manejo de la mayoría de monotipos de pequeño tamaño.